# Flying Again
| Recensione              | Giudizio |
| ----------------------- | -------- |
| AllMusic                | [ 2 ]    |
| Dizionario del Pop-Rock | [ 3 ]    |
| 24.000 dischi           | [ 4 ]    |

Flying Again è un album discografico del gruppo musicale statunitense The Flying Burrito Brothers, pubblicato dalla casa discografica Columbia Records nell'ottobre del 1975.

## Tracce

### LP
Lato A
1. Easy to Get On – 3:16 (Bob Brown, Joel Scott Hill)
2. Wind and Rain – 4:26 (Gene Parsons, Floyd Gib Guilbeau)
3. Why Baby Why – 2:22 (George Jones)
4. Dim Lights, Thick Smoke (And Loud, Loud Music) – 2:15 (Joe Maphis, Max Fidler, Rose Lee Maphis)
5. You Left the Water Running – 2:22 (Dan Penn, Oscar Franks, Rick Hall)

Lato B
1. Building Fires – 4:16 (Dan Penn, Johnny Christopher, Jim Dickinson)
2. Sweet Desert Childhood – 3:41 (Gene Parsons)
3. Bon Soir Blues – 4:10 (Floyd Gib Guilbeau, Thad Maxwell)
4. River Road – 2:56 (Floyd Gib Guilbeau)
5. Hot Burrito #3 – 2:04 (Chris Ethridge, Floyd Gib Guilbeau, Joel Scott Hill, Peter Kleinow, Gene Parsons)

## Formazione
- Floyd Gib Guilbeau - chitarra, fiddle
- Floyd Gib Guilbeau - voce solista (brani: Why Baby Why, Bon Soir Blues e River Road)
- Chris Ethridge - basso
- Joel Scott Hill - chitarra
- Joel Scott Hill - voce solista (brani: Easy to Get On, Wind and Rain, Dim Lights, Thick Smoke (And Loud, Loud Music), You Left the Water Running, Building Fires e Hot Burrito #3)
- Sneaky Pete Kleinow - chitarra pedal steel, arrangiamento strumenti ad arco
- Gene Parsons - batteria, tambourine, chitarra, armonica
- Gene Parsons - voce solista (brano: Sweet Desert Childhood)

Musicista aggiunto
- Spooner Oldham - piano, organo

Note aggiuntive
- Norbert Putnam e Glen Spreen - produttori
- Glen Kolotkin - ingegnere delle registrazioni
- Tom Lubin e Mark Friedman - assistenti ingegnere delle registrazioni
- Lou Beach - Illustrazione copertina album originale
- Herb Green - foto copertina album originale
- Ron Coro - art direction copertina album originale
- Ringraziamento speciale a: Don Ellis, Ellen Bernstein, Bryan Rohan a Eddie Tichner, che hanno contribuito a mettere tutto insieme
- Ringraziamento speciale a: Dan Penn e Spooner Oldham per la loro bellissima ispirazione[6]